# Shattiwaza
Shattiwaza fue un rey de Mitani que reinó en la segunda mitad del siglo XIV a. C.
Hijo de Tušratta, tuvo que huir cuando su padre fue asesinado, presentándose en la corte hitita de Suppiluliuma I, donde solicitó ayuda para recuperar su trono. El rey hitita le acogió con benevolencia, le concedió la mano de su hija y le proporcionó tropas, con las que derrotó al usurpador Shuttarna III y accedió al trono. Con esta maniobra, Suppiluliuma se aseguraba un estado escudo que le separaba de la potencia emergente de Asiria.
Fue el único rey mitanio que utilizó dos nombres oficiales. El primero, Shattiwaza, Mattiwaza, o Kurtiwaza, era de origen indoeuropeo. El segundo, Kili-Teshup, era de raíz hurrita. Supuestamente lo hizo para complacer a los dos segmentos de población que formaban el reino de Mitanni.
A la muerte de Suppiluliuma, hacia 1322 a. C., finalizó el apoyo hitita, lo que fue aprovechado por el asirio Aššur-uballit I para invadir Mitani, que entró en fase de decadencia final, quedando dividido en dos partes, una como protectorado hitita al oeste, y otra, como provincia asiria de Ḫanigalbat.